# Wladimir Abramowitsch Etusch

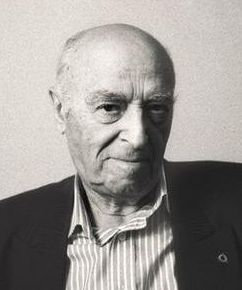
Wladimir Etusch (2008)

Wladimir Abramowitsch Etusch (russisch Владимир Абрамович Этуш; * 6. Mai 1922 in Moskau; † 9. März 2019 ebenda) war ein russischer Theater- und Filmschauspieler.

## Leben

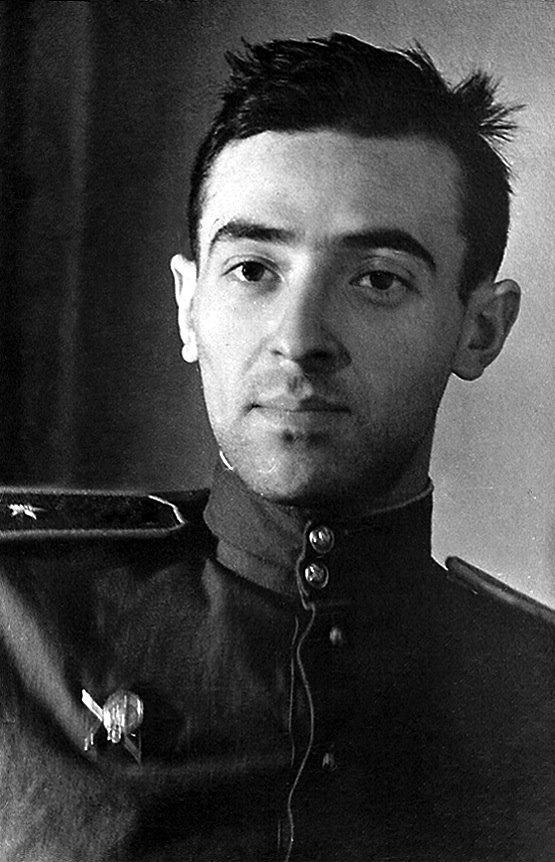
Etusch als Rotarmist (um 1943)

Wladimir Etusch wurde am 6. Mai 1922 (nach offiziellen Angaben 1923) in einer jüdischen Familie geboren. Während des Deutsch-Sowjetischen Krieges kämpfte Etusch als Rotarmist an der Front im Kaukasus und später in der Ukraine, wo er schwer verwundet wurde. Nach seiner Heimkehr schrieb er sich an der Schtschukin-Theaterhochschule ein, die er 1945 abschloss. Anschließend wurde Etusch in die Truppe des Wachtangow-Theaters aufgenommen, wo er bis in die Gegenwart spielte. Parallel unterrichtete er an seiner Alma Mater, von 1987 bis 2003 fungierte er als deren Rektor und übernahm danach den neu geschaffenen Posten des künstlerischen Leiters der Schtschukin-Theaterhochschule.
Seine erste Filmrolle spielte Etusch 1953 in Michail Romms Streifen Segel im Sturm, zwei Jahre später spielte er die Rolle des Martini in der zweiten sowjetischen Verfilmung des Romans Die Stechfliege von Ethel Lilian Voynich. Im Jahre 1967 besetzte Leonid Gaidai in seinem Film Entführung im Kaukasus – der Fortsetzung seiner erfolgreichen Komödie Operation „Y“ und andere Abenteuer Schuriks – eine der Hauptrollen – die des Genossen Saachow – mit Etusch. Später spielte Etusch in Gaidais Verfilmung des Klassikers Zwölf Stühle von Ilja Ilf und Jewgeni Petrow mit sowie in seinem Streifen Iwan Wassiljewitsch wechselt den Beruf nach Michail Bulgakow. Alle drei Filme erfreuen sich in Russland bis heute größter Beliebtheit und werden regelmäßig im Fernsehen gezeigt. Etusch spielte außerdem in mehreren Märchenfilmen von Nadeschda Koschewerowa mit. Auch in seinen letzten Jahren war Etusch gelegentlich in Filmen zu sehen.
Etusch war vier Mal verheiratet und hatte eine Tochter, die ebenfalls Schauspielerin war und heute in den USA lebt.
Wladimir Etusch wurde als Verdienter Künstler der RSFSR, Volkskünstler der RSFSR und schließlich 1984 als Volkskünstler der UdSSR ausgezeichnet. Ferner erhielt er den Orden des Roten Sterns, den Orden des Vaterländischen Krieges 1. Klasse, den Verdienstorden für das Vaterland aller vier Klassen, den Alexander-Newski-Orden, den Staatspreis der Russischen Föderation sowie zahlreiche Medaillen.

## Filmographie (Auswahl)
- 1953: Segel im Sturm (Адмирал Ушаков)
- 1955: Die Stechfliege (Овод)
- 1965: Operation „Y“ und andere Abenteuer Schuriks (Операция „Ы“ и другие приключения Шурика)
- 1967: Entführung im Kaukasus (Кавказская пленница или Новые приключения Шурика)
- 1968: Solaris (Солярис)
- 1968: Ein uraltes Märchen (Старая, старая сказка)
- 1971: Zwölf Stühle (Двенадцать стульев)
- 1973: Iwan Wassiljewitsch wechselt den Beruf (Иван Васильевич меняет профессию)
- 1975: Die Abenteuer des Buratino (Приключения Буратино)
- 1977: Wie der dumme Iwanuschka das Wunder suchte (Как Иванушка-дурачок за чудом ходил)
- 1982: Die Prinzessin mit der Eselshaut (Ослиная шкура)